# Toki Yorinari
Toki Yorinari est un nom japonais traditionnel ; le nom de famille (ou le nom d'école), Toki, précède donc le prénom (ou le nom d'artiste).
Toki Yorinari (土岐 頼芸, 1502-28 décembre 1582) est le fils de Toki Masafusa et le dernier chef du clan Toki pendant les dernières années de l'époque Sengoku du Japon féodal. En tant que daimyo de la province de Mino, il engage Saitō Dōsan comme obligé dans les années 1520 mais est renversé et expulsé de la province par Dosan lors d'une rébellion en 1542. Après cela, Toki Yorinari fait alliance avec Oda Nobuhide de la province d'Owari voisine (père du grand daimyo Oda Nobunaga) et ensemble ils affrontent Dosan à la bataille de Kanōguchi qu'ils perdent néanmoins.